# WWE World Tag Team Championship
Ne doit pas être confondu avec WWE Tag Team Championship ou WWE World Tag Team Championship (1971-2010).
Le WWE World Tag Team Championship (que l'on peut traduire par championnat du monde par équipe de la WWE) est un championnat de catch utilisé par la World Wrestling Entertainment, uniquement dans la division Raw. Le titre est l'un des deux championnats par équipe du main roster de la WWE, avec le championnat par équipe de la WWE, utilisé dans la division SmackDown.  
Le championnat a été créé le 20 octobre 2002, sous le nom de WWE Tag Team Championship (championnat par équipes de la WWE) dont Chris Benoit et Kurt Angle en sont les premiers champions après leur victoire face à Edge et Rey Mysterio en finale d'un tournoi. À cette époque, la paire de ceinture était exclusive à la division SmackDown, le championnat du monde par équipes, exclusif à la division Raw. Les titres ont été unifiés en mars 2009, à WrestleMania XXV puis finalement, en 2010, à la suite de la désactivation du championnat du monde par équipes, est redevenu le WWE Tag Team Championship. À la suite de la draft de 2016, le championnat est devenu exclusif à Raw et a adopté un nouveau nom : le WWE Raw Tag Team Championship.

## Histoire
Après la première Brand Extension en 2002, le championnat du monde par équipes devient exclusif à Raw, laissant SmackDown sans championnat par équipes. Par conséquent, la générale manager de SmackDown, Stephanie McMahon présente le championnat par équipe de la WWE le 3 octobre 2002. Elle annonce aussi que les premiers champions vont devoir remporter un tournoi opposant les équipes suivantes :
- Kurt Angle et Chris Benoit
- Billy et Chuck
- Billy Kidman et John Cena
- Brock Lesnar et Tajiri
- Chavo Guerrero et Eddie Guerrero
- D-Von Dudley et Ron Simmons
- Edge et Rey Mysterio
- Mark Henry et Rikishi

|  | Quarts de finale                 | Quarts de finale                 | Quarts de finale                 | Quarts de finale                 |                             |                             | Demi-finales | Demi-finales | Demi-finales | Demi-finales |  |  | Finale | Finale | Finale | Finale |
|  |                                  |                                  |                                  |                                  |                             |                             |              |              |              |              |  |  |        |        |        |        |
|  |                                  |                                  |                                  |                                  |                             |                             |              |              |              |              |  |  |        |        |        |        |
|  |                                  |                                  |                                  |                                  |                             |                             |              |              |              |              |  |  |        |        |        |        |
|  | Kurt Angle et Chris Benoit       | Kurt Angle et Chris Benoit       | Soumission                       | Soumission                       |                             |                             |              |              |              |              |  |  |        |        |        |        |
|  | Kurt Angle et Chris Benoit       | Kurt Angle et Chris Benoit       | Soumission                       | Soumission                       |                             |                             |              |              |              |              |  |  |        |        |        |        |
|  | Billy Kidman et John Cena        | Billy Kidman et John Cena        | 7:50                             | 7:50                             |                             |                             |              |              |              |              |  |  |        |        |        |        |
|  | Billy Kidman et John Cena        | Billy Kidman et John Cena        | 7:50                             | 7:50                             | Kurt Angle et Chris Benoit  | Kurt Angle et Chris Benoit  | Tombé        | Tombé        |              |              |  |  |        |        |        |        |
|  |                                  |                                  |                                  |                                  | Kurt Angle et Chris Benoit  | Kurt Angle et Chris Benoit  | Tombé        | Tombé        |              |              |  |  |        |        |        |        |
|  |                                  |                                  | Chavo Guerrero et Eddie Guerrero | Chavo Guerrero et Eddie Guerrero | 10:45                       | 10:45                       |              |              |              |              |  |  |        |        |        |        |
|  | Chavo Guerrero et Eddie Guerrero | Chavo Guerrero et Eddie Guerrero | Chavo Guerrero et Eddie Guerrero | Chavo Guerrero et Eddie Guerrero | 10:45                       | 10:45                       | Soumission   | Soumission   |              |              |  |  |        |        |        |        |
|  | Chavo Guerrero et Eddie Guerrero | Chavo Guerrero et Eddie Guerrero |                                  |                                  |                             |                             |              | Soumission   |              |              |  |  |        |        |        |        |
|  | Mark Henry et Rikishi            | Mark Henry et Rikishi            | 5:16                             | 5:16                             |                             |                             |              |              |              |              |  |  |        |        |        |        |
|  | Mark Henry et Rikishi            | Mark Henry et Rikishi            | 5:16                             | 5:16                             | Kurt Angle et Chris Benoit  | Kurt Angle et Chris Benoit  | Soumission   | Soumission   |              |              |  |  |        |        |        |        |
|  |                                  |                                  |                                  |                                  | Kurt Angle et Chris Benoit  | Kurt Angle et Chris Benoit  | Soumission   | Soumission   |              |              |  |  |        |        |        |        |
|  |                                  |                                  | Edge et Rey Mysterio             | Edge et Rey Mysterio             | 22:01                       | 22:01                       |              |              |              |              |  |  |        |        |        |        |
|  | Billy et Chuck                   | Billy et Chuck                   | Edge et Rey Mysterio             | Edge et Rey Mysterio             | 22:01                       | 22:01                       | 4:07         | 4:07         |              |              |  |  |        |        |        |        |
|  | Billy et Chuck                   | Billy et Chuck                   |                                  |                                  |                             |                             |              |              |              |              |  |  |        |        |        |        |
|  | D-Von Dudley et Ron Simmons      | D-Von Dudley et Ron Simmons      | Tombé                            | Tombé                            |                             |                             |              |              |              |              |  |  |        |        |        |        |
|  | D-Von Dudley et Ron Simmons      | D-Von Dudley et Ron Simmons      | Tombé                            | Tombé                            | D-Von Dudley et Ron Simmons | D-Von Dudley et Ron Simmons | 4:40         | 4:40         |              |              |  |  |        |        |        |        |
|  |                                  |                                  |                                  |                                  | D-Von Dudley et Ron Simmons | D-Von Dudley et Ron Simmons | 4:40         | 4:40         |              |              |  |  |        |        |        |        |
|  |                                  |                                  | Edge et Rey Mysterio             | Edge et Rey Mysterio             | Tombé                       | Tombé                       |              |              |              |              |  |  |        |        |        |        |
|  | Brock Lesnar et Tajiri           | Brock Lesnar et Tajiri           | Edge et Rey Mysterio             | Edge et Rey Mysterio             | Tombé                       | Tombé                       | 7:23         | 7:23         |              |              |  |  |        |        |        |        |
|  | Brock Lesnar et Tajiri           | Brock Lesnar et Tajiri           |                                  |                                  |                             |                             |              | 7:23         |              |              |  |  |        |        |        |        |
|  | Edge et Rey Mysterio             | Edge et Rey Mysterio             | Tombé                            | Tombé                            |                             |                             |              |              |              |              |  |  |        |        |        |        |
|  | Edge et Rey Mysterio             | Edge et Rey Mysterio             | Tombé                            | Tombé                            |                             |                             |              |              |              |              |  |  |        |        |        |        |
|  |                                  |                                  |                                  |                                  |                             |                             |              |              |              |              |  |  |        |        |        |        |

À No Mercy 2002, l'équipe de Chris Benoit et Kurt Angle sont devenus les premiers champions après avoir remporté le tournoi pour le titre, face à Edge et Rey Mysterio.

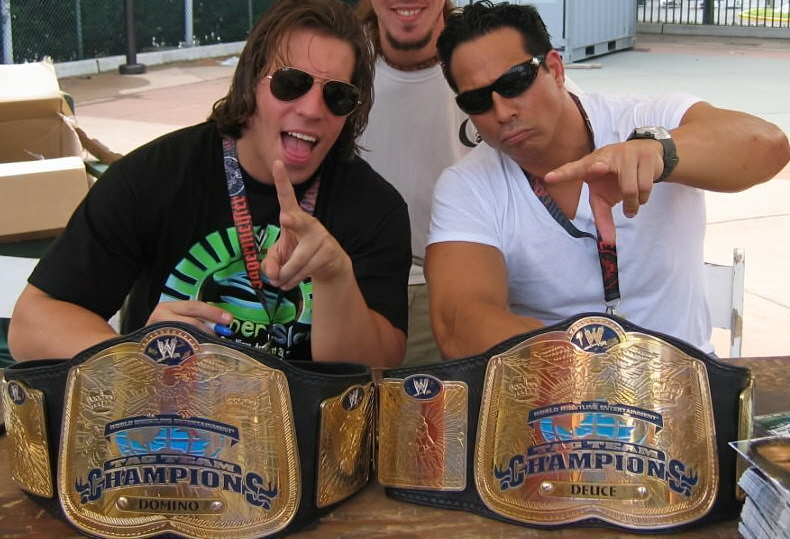
Le design original du WWE Tag Team Championship, entre 2002 et 2010. Les champions sont Deuce et Domino.

Le 17 octobre 2007, SmackDown et ECW ont annoncé un accord de partage de catcheurs. Le titre est devenu éligible pour être défendu dans les deux divisions. John Morrison et The Miz, équipe de l'ECW, ont remporté le championnat par équipes, et l'ont gardé jusqu'en juillet 2008. Fin 2008, les champions par équipes de la WWE, les Colóns (Primo et Carlito) sont entrés en rivalité contre les champions du monde par équipes John Morrison et The Miz, ce qui a donné lieu à l'annonce lors de l'épisode de l'ECW du 17 mars 2009, que à WrestleMania XXV, les deux équipes défendraient leurs titres les uns contre les autres et l'équipe gagnante détiendrait les deux titres. Les Colón ont battu Morrison et Miz, et ont ainsi unifié les titres et sont devenus les championnats unifiés par équipes.
Les titres WWE Raw Tag Team Championship et le WWE World Tag Team Championship (1971-2010) furent unifiés en mars 2009 lors de WrestleMania XXV, où l'équipe The Colons (les WWE Tag Team Champions) battit John Morrison et The Miz (les WWE World Tag Team Champions) pour devenir les tout premiers Unified Tag Team Champions. Les titres furent dès lors défendus ensemble. Les champions suivants furent Chris Jericho et Edge, qui remportèrent le titre en battant les Colons et The Legacy (Ted DiBiase et Cody Rhodes) lors de The Bash. Cependant, à la suite de la blessure de Edge, Chris Jericho le remplaça par Big Show (il effectua un seul et unique règne, mais avec deux partenaires). Les ceintures furent réunies en une paire de ceintures, en 2010 dans les mains de The Hart Dynasty, précisément Tyson Kidd et David Hart Smith.
En août 2010, le général manager anonyme de Raw a annoncé que le championnat du monde par équipes serait abandonné en faveur du championnat par équipe de la WWE. Un ensemble unique de ceintures a été présenté aux champions de l'époque, la Hart Dynasty, par Bret Hart. En août 2014, les ceintures, ainsi que tous les autres championnats existants à la WWE, ont été légèrement remises à neuf avec le nouveau logo de la WWE utilisé à l'origine pour le WWE Network. 
Après le Draft de 2016, les championnats par équipes de la WWE sont devenus exclusifs à la division Raw, et sont devenus les championnats par équipes de Raw. Le design de la ceinture a été mis à jour en décembre 2016, la conception de base est la même, mais avec des plaques d'argent sur des sangles rouges, contrant les plaques d'argent sur les sangles bleues des ceintures de SmackDown.

### Divisions
À la suite de la séparation des rosters en deux en 2002, le Draft a été créé, dans lequel les catcheurs de la WWE sont réaffectés à une division différente. 
Après que le championnat par équipe de la WWE eut été unifié en mars 2009, à WrestleMania XXV , avec le championnat du monde par équipes, pour devenir le championnat unifié par équipes. À partir de là, les champions peuvent apparaître et défendre les titres dans n'importe quelle division de la WWE. 
Les titres ont été combinés en août 2010 avec un seul ensemble de ceintures, et sont devenus le WWE Tag Team Championship. 
La Brand Extension a pris fin le 29 août 2011, mais comme précédemment, les titres ont continué à être défendus dans n'importe quelle division.
La Brand Extension fut relancée le 19 juillet 2016. À la suite de la draft de 2016, le championnat est devenu exclusif à Raw et a adopté un nouveau nom : le WWE Raw Tag Team Championship.